# Eurodif Production
Orano CE Tricastin (anciennement Eurodif Production), créée en 1973, est une filiale d'Orano CE (Chimie-Enrichissement), spécialisée dans l'enrichissement de l'uranium.
Elle fut une filiale de la société Eurodif jusqu'à son intégration à Orano CE. Cette société est présente commercialement en France et à l'international. Elle exploite  l'usine Georges-Besse, située en France dans le département de la Drôme sur le  site nucléaire du Tricastin. Elle est active de 1973 à 2019.
Fin 2019, l'entreprise est radiée et intégrée par fusion à Orano Cycle. L'année suivante, l'activité est transférée au sein de l'entité Orano Chimie-Enrichissement (CE).
L'usine Georges-Besse, ex-usine Eurodif, en démantèlement, y est rattachée. L'usine Georges-Besse II est quant à elle rattachée à la Société d'enrichissement du Tricastin (SET), une autre filiale Orano CE.

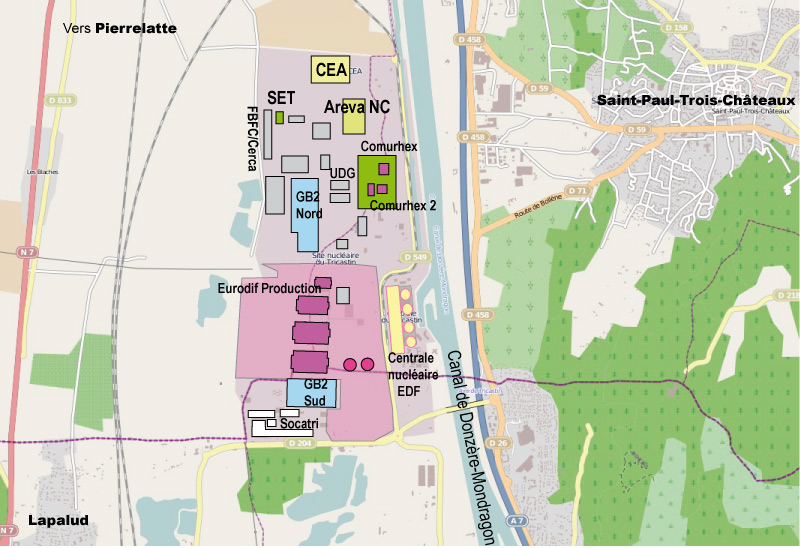
Localisation de l'usine George-Besse exploitée par Eurodif Production sur le site nucléaire du Tricastin.

## Histoire

### 1973-2019: Eurodif Production
Fort de l'expérience acquise avec l'usine militaire de Pierrelatte et devant la nécessité de disposer d'une telle installation d'enrichissement pour développer un programme nucléaire autonome, le Président Georges Pompidou propose fin 1969, à La Haye, aux pays européens intéressés de s'associer à des études de faisabilité d'une usine d'enrichissement de taille internationale. Un accord est signé avec les principaux pays européens à Paris, le 25 février 1972, pour former une association qui, sous le nom d'Eurodif (pour European Gaseous Diffusion Uranium Enrichissement Consortium), avait pour mission d'étudier « les perspectives économiques liées à la réalisation, en Europe, d'une usine d'enrichissement de l'uranium par le procédé de diffusion gazeuse, compétitive sur le plan mondial ». Font partie de cette association dont la durée de vie n'est statutairement que de deux ans : la France, la Belgique, la Grande-Bretagne, l'Italie, les Pays-Bas et la république fédérale d'Allemagne. 
En 1972, l'Espagne et la Suède sont admises dans le groupement, avec respectivement les sociétés Empresa nacional del uranio S.A. (Enusa), société détenue à 60 % par l'État espagnol, et l'A.B. Atomenergi (société d'état). Mais en 1973 la Grande-Bretagne, les Pays-Bas décident de se retirer du groupement.
Un protocole d’accord est finalement signé le 9 octobre 1973 entre le CEA et le Comitato Nazionale per l’Energia Nucleare (Italie), l’AGIP Nucleare, l’Enusa (Empressa Nacional del Uranio) (Espagne), l’AB Atomenergi (Suède), Synatom et le Centre d’étude de l’énergie nucléaire (Belgique). Cet accord décide de la constitution d'une société commune (société anonyme à Directoire et Conseil de Surveillance) dénommée Eurodif pour les études et recherches dans le domaine de l’enrichissement par diffusion gazeuse, ainsi que la réalisation et l’exploitation d’usines et la commercialisation d’uranium enrichi. 
Eurodif Production est alors créée en tant que filiale de Eurodif. L'usine exploitée par Eurodif Production et dont Eurodif SA est propriétaire sera renommée "usine Georges Besse" en l'honneur de Georges Besse, premier président du directoire de la société Eurodif, assassiné par le groupe Action directe en 1986.

### 2019: intégration à Orano
Le 17 novembre 2019, la société est absorbée par la société Orano Cycle (305 207 169). 
Le 17 février 2020, Orano a obtenu l’autorisation de démarrer le démantèlement de l’usine Georges-Besse I, ex-Eurodif. Le chantier devrait durer 30 ans, la date limite de fin de travaux est fixée par le décret au 31 décembre 2051[réf. souhaitée].

## Direction de l’entreprise
- Georges Besse : 1978-1982
- François-Xavier Rouxel (d) : ??-2011